# Маніфольд кінця трубопроводу
Маніфольд кінця трубопроводу (рос. манифольд конца трубопровода; англ. pipeline end manifold (PLEM); нім. Manifold n des Rohrleitungsendes) — спеціальний тип маніфольда, який використовується в якірній системі з ланцюгом (CALM) чи у швартовій системі з одноточковим буєм (SALM), призначення якого — забезпечити з'єднання кінця морського підводного трубопроводу з основами буїв CALM чи SALM, відповідно, і з навантажувальним вертлюгом.